# Зубриліна
Зубри́ліна (рос. Зубрилина) — присілок у складі Ірбітського міського округу Свердловської області.
Населення — 38 осіб (2010, 33 у 2002).
Національний склад населення станом на 2002 рік: росіяни — 100 %.